# Eugenia polita
Syzygium politum là một loài thực vật thuộc họ Myrtaceae. Đây là loài đặc hữu của Malaysia.